# Wasil Hurjanau
Wasil Pauławicz Hurjanau (biał. Васіль Паўлавіч Гурьянаў, ros. Василий Павлович Гурьянов, Wasilij Pawłowicz Gurjanow; ur. 26 grudnia 1955 w Iwieńcu) – białoruski inżynier i polityk, w latach 2008–2012 deputowany do Izby Reprezentantów Zgromadzenia Narodowego Republiki Białorusi IV kadencji.

## Życiorys
Urodził się 26 grudnia 1955 roku w osiedlu typu miejskiego Iwieniec w rejonie wołożyńskim obwodu mińskiego Białoruskiej SRR, ZSRR. Ukończył Odeski Instytut Technologiczny Przemysłu Spożywczego im. M. Łomonosowa, uzyskując wykształcenie inżyniera mechanika konstruktora. Pracował jako kierownik działu wytwórczo-technicznego, zastępca dyrektora Borysowskiego Kombinatu Produktów Chlebowych. Następnie był dyrektorem Borysowskiej Spółki Stołówek i Restauracji, dyrektorem Wytwórczo-Komercyjnego Przedsiębiorstwa Społecznego „Borisow”, inżynierem konstruktorem, zastępcą dyrektora ds. komercyjnych Borysowskiego Kombinatu Produktów Chlebowych, dyrektorem Otwartej Spółki Akcyjnej „Łosznickij Kombikormowyj Zawod” w rejonie borysowskim, dyrektorem generalnym Republikańskiego Unitarnego Przedsiębiorstwa „Borisowschlebprom”.
27 października 2008 roku został deputowanym do Izby Reprezentantów Białorusi IV kadencji z Borysowskiego Wiejskiego Okręgu Wyborczego Nr 63. Pełnił w niej funkcję członka Stałej Komisji ds. Rolnych. Od 13 listopada 2008 roku był członkiem Narodowej Grupy Republiki Białorusi w Unii Międzyparlamentarnej. Jego kadencja w Izbie Reprezentantów zakończyła się 18 października 2012 roku.

## Życie prywatne
Wasil Hurjanau jest żonaty, ma dwóch synów.